# Poemi Asolani
Pour plus de détails, voir Fiche technique et Distribution.
 Poemi Asolani  est un moyen métrage de 1985, écrit et dirigé par le réalisateur allemand Georg Brintrup, sur le compositeur italien Gian Francesco Malipiero (1882-1973).

## Synopsis
Dans le film, la narration utilise la première personne : c’est le protagoniste lui-même, Malipiero (l’acteur français Philippe Nahoun) qui raconte des moments importants de son parcours existentiel et artistique : « Je me souviens de tout et je cherche cette joie cruelle qui me fait souffrir car elle me transporte dans un monde qui domine ma fantaisie ». 
Ses premiers souvenirs se placent à Venise, sa ville de naissance, à la tradition musicale et théâtrale  auxquelles il s’est senti lié pendant toute sa vie. Plus tard, il assiste au lycée musical de Bologne où il a étudié sous la direction du maître Marco Enrico Bossi mais, assez rapidement, ses véritables maîtres seront les compositeurs italiens des siècles passés : Palestrina, Gesualdo da Venosa, Orazio Vecchi, Claudio Monteverdi et Domenico Scarlatti, qu’il étudiera, en profondeur, en autodidacte. Il se perfectionne à Berlin, puis à Paris où il rencontre Alfredo Casella. Celui-ci l’invite à la représentation d’un nouveau ballet d’Igor Stravinsky : « Le Sacre du printemps ». Ce soir-là, comme il raconte, il se réveillera d’« un long et dangereux état de léthargie », et il développera un style de composition qui le distinguera de ses collègues contemporains. 

Une fois rentré en Italie, pendant une excursion dans la campagne vénitienne, il découvre une petite localité nommée Asolo, dont il tombe amoureux. À partir de ce moment, il prend l’habitude d’y retourner chaque année pour passer les premiers jours de novembre, en logeant dans la maison qui, plus tard, sera celle d’Eleonora Duse. Il continuera avec cette habitude même pendant la Première Guerre mondiale. La nuit du premier novembre 1916, il assiste à un spectacle insolite: sous les sons d’explosions lointaines et les bruits assourdissants des canons, il voit surgir du brouillard de la plaine padane, la splendeur des grands feux allumés par les campagnards. La profonde suggestion qui l’envahit, stimule sa créativité : « Je dois avouer que, sans vouloir raconter ni reproduire cela, je me suis senti contraint à écrire les « Poemi Asolani », fort de la certitude de ne pas me contredire » . Si d’un certain point de vue, la première guerre mondiale bouleverse sa vie, d’un autre, elle lui donne la conscience que, grâce à cette époque, il est en train de réussi à créer quelque chose de neuf, dans le style et dans la forme de son art. En effet, les œuvres de cette période reflètent une profonde agitation intérieure et, en même temps, un énorme pouvoir créatif. Les « Pauses du Silence » ne représentent aucune tendance, aucune intention qui ne soit purement musicale : elles ont été conçues pendant la guerre, quand il était plus difficile de trouver le silence et quand, s’il le trouvait, il craignait beaucoup de l’interrompre, fût-ce seulement par la musique. 

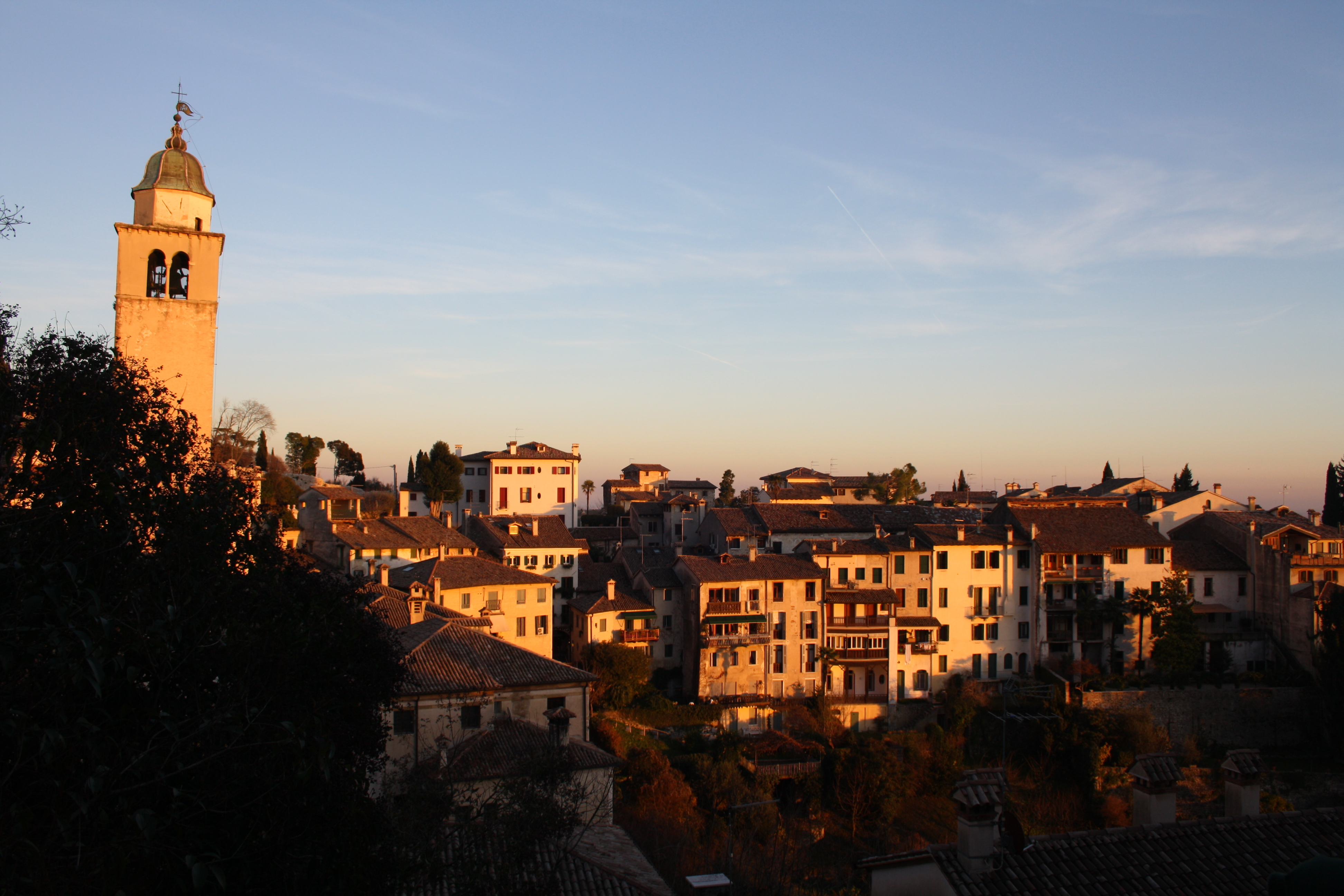
Asolo

En 1923, Malipiero réussit à réaliser un grand rêve: celui de vivre à la campagne pour fuir du bruit et chercher, dans la solitude, la concentration la plus adéquate à son travail. Il laisse, ainsi, Venise et s’établit définitivement à Asolo. Mais, même là, dans sa maison aux pieds d’une colline dominée par une petite église, au milieu des cyprès, il n’obtient pas le silence si désiré. « Sans voie de fuite, je me sens souvent comme une souris dans le piège. La petite église est le lieu le plus profané d’Asolo, ou l’on joue en criant ou où l’on crie en jouant ». Malipiero commande l’installation de doubles fenêtres et des clôtures hermétiques dans sa maison et travaille fréquemment la nuit. Pour lui, le bruit a pris le pouvoir d’une force destructrice. « La lumière peut être dominée, le bruit non ». Il se console avec la présence d’animaux, qu’il trouve plus musicaux. Leur voix se fond avec la nature, elle EST la voix même de la Terre. « L’homme, s’étant détaché complètement de la nature, il ne se met pas en syntonie avec elle, même quand il chante ou croit qu’il chante ». Malgré le cauchemar du bruit, Malipiero réussit à composer des symphonies, des quatuors et de la musique pour piano. Les premiers contacts avec le public sont dévastateurs : de la critique assassine, des défaillances de ceux qui écoutent : « Mais qui écoute votre musique ? - Ceux qui haïssent le plus la musique sont les amateurs de la vôtre ! ».
La critique ne lui pardonne pas ses dénigrements de l’opéra italien du XIXe siècle. Mais, en réalité, Malipiero s’est toujours abstenu d’y prendre une position « contre ». Il a toujours préféré se battre « pour » quelque chose. Il était convaincu, cela est vrai, que la musique des derniers siècles s’était, petit à petit, réduite aux seules tonalités majeure et mineure. Le système tempéré a permis, du point de vue physique, la formation d’une ouïe qui n’a rien à voir avec la musicalité d’un Palestrina ou d’un Domenico Scarlatti. Pour cela, Malipiero a commencé, à côté de ses compositions, l’édition des œuvres complètes de Claudio Monteverdi. 
À la fin de sa vie, il se rend compte qu’il ne nourrit pas le même amour pour toutes ses créations. Son propre théâtre lui semble une espèce de « mirage évanescent ». Néanmoins, il garde la conscience d’avoir obéi, tout au long de sa vie, à un principe, sans dérogation ni exception : « J’ai écarté inexorablement ce qui était le fruit de ma volonté plutôt que de mon instinct ».

## Fiche technique
- Titre original: Poemi Asolani
- Réalisation : Georg Brintrup
- Scénario : Georg Brintrup
- Image : Emilio Bestetti
- Script et montage : Carlo Carlotto
- Son: Hans Peter Kuhn
- Mixage audio: Fausto Ancillai
- Costumes : Flaminia Petrucci, Paola Guccione
- Musique : Gian Francesco Malipiero, Igor Stravinsky
- Producteur executif : Giampietro Bonamigo
- Sociétés de production : Brintrup Filmproduktion, Rome
Westdeutscher Rundfunk WDR
- Pays d'origine :  Italie  Allemagne de l'Ouest
- Dates de tournage : octobre 1984
- Durée : 60 min, métrage  660 m
- Format : couleur - 16 mm - Monophonique
- Genre : Film musical
- Dates de sortie : Allemagne de l'Ouest, 5 octobre 1985

## Distribution
- Philippe Nahoun : Gian Francesco Malipiero
- Mario Perazzini : Malipiero agé
- Lucia Casagrande : épouse de Malipiero
- Paola Guccione : mère de Malipiero
- Alessandro Bertorello : Malipiero enfant
- Gino Gorini : pianiste
- Pino Costalunga : ami de Malipiero
- Giovanni Todescato : ami de Malipiero
- Roberto Giglio : ami de Malipiero
- Roberto Cuppone : masque
- Giuliana Barbaro : masque
- Giovanni Bari : masque
- Mauro Sassaro : masque

## Titre du film
Dans toutes les versions, quelle qu’elle soit la langue, le titre de la version originale reste maintenu: POEMI ASOLANI .

## Bande Sonore
Sauf indication spécifique, toutes les œuvres sont de Malipiero:
- San Francesco d'Assisi, mistero per soli, coro e orchestra (1920-1921, New York 1922)
- "La bottega da caffè" (1926)
- Impressioni dal vero (il capinero) (1910)
- Impressioni dal vero (il chiù) (1910)
- Le Sacre du printemps di Igor Stravinsky (1913)
- Impressioni dal vero (il picchio) (1915)
- Poemi asolani (1916)
- Pause del silenzio I, (1917); II Sul fiume del tempo, L'esilio dell'eroe, Il grillo cantarino, (1925-1926)
- Quartetto per archi n.1 "Rispetti e strambotti" (1920)
- Sinfonia n. 1 "In quattro tempi, come le quattro stagioni" (1933)
- Sinfonia n. 6 "Degli archi" (1947)
- L'Orfeide (1919-1922, Düsseldorf 1925), in tre parti:
- I "La morte delle maschere",
- II "Sette canzoni",
- Sinfonia n. 7 "Delle canzoni" (1948)

## Autour du film
"Poemi Asolani" est le titre d’une composition pour piano de Gian-Francesco Malipiero (jouée dans le film par Gino Gorini). Le film est du genre musical ou, avec plus de précision, un « musical » non chanté, pour lequel ont été choisis uniquement des pièces instrumentales, utilisées dans le film comme accompagnement de l’action filmique . Les musiques instrumentales de Malipiero sont très cinématographiques, ce qui m’a semblé particulièrement adéquat pour le propos cité. On pourrait donner comme précédent que c’est Malipiero lui-même qui a choisi la bande sonore de deux films qui ont été réalisés dans le passé: "Acier" de Walter Ruttmann (1932) et "Le Carrosse d'or" de Jean Renoir (1953). « Dans “Poemi Asolani”, les scènes ont été créées en fonction de la musique: chaque cadre de l’image a un nombre précis de notes musicales ou de mesures. Les mouvements des acteurs et des actrices et aussi ceux de la caméra ont été réglés selon les temps et les rythmes des œuvres musicales utilisées. J’ai cherché, également, à ce que les bruits que l’on entend dans le film prennent une valeur similaire à celle de la musique à proprement parler, comme ce qui arrive dans les compositions de Malipiero, souvent inspiré par les bruits de la vie quotidienne », dit le réalisateur.

### Accueil critique
« Georg Brintrup se rapproche du compositeur jusqu’à une distance qui éveille notre curiosité. Il circule à travers la musique et l’introduit dans les bruits. Par exemple, dans ceux des roues d’un carrosse ou dans les chuchotements des arbres, des arbustes dont les feuilles bougent à cause du vent et même dans les coupes de la pellicule pendant le montage, dans les mouvements panoramiques de la caméra ou la vue des animaux. Une voix, âgée et fragile, récite des écrits de Malipiero, sous la fluidité tranquille des cadrages exquis. Le réalisateur réussit l’objectif, rare et ardu, de créer le miracle d’un portrait imaginaire d’un artiste lointain dans le temps, par la suite des séquences toujours surprenantes et dotées d’allusions surréelles. Et le succès est là grâce au courage de l’appel à la création expérimentale qui, visuellement, parcourt l’histoire d’un art verbal et musical. »

— Mechtild Zschau dans "Frankfurter Allgemeine Zeitung", 9 decembre 1985 (original en allemand)

« Ce film allemand raconte la vie du compositeur à travers sa musique. Il est, donc, un film « musical », mais pas chanté. Il a, cependant, la singularité, de faire de chaque scène une création en fonction de la musique instrumentale: chaque cadrage possède un nombre précis de mesures et de notes musicales. Même les agissements des personnages, les déplacements de la caméra et le choix des cadrages ont été réglés selon les temps d’une partition musicale »

— "La Repubblica", 31 juillet 1986 (original en italien)

« Dans le film « Poemi Asolani » de Georg Brintrup, réalisateur allemand, une protagoniste omniprésente a été la photographie d’Emilio Bestetti. Dans ce moyen-métrage qui traite les thèmes du temps et de la nature dans lesquels se fondent les souvenirs du compositeur Gian-Francesco Malipiero, la couleur parle avec des tonalités vives et exaspérées pour créer, ainsi, de vrais « cadres » de lumière et d’intensité chromatique »

— "Festivala International d’Oriolo", Gianfranco D’Alonzo (original en italien)

### Festivals
« Poemi Asolani » a été présenté dans le cadre du Prix Italia 1985;  dans le Festival du Cinéma de Salsomaggiore Terme, hors concours (It.) en 1985 et dans le Festival International d’Oriolo (It.) en 1986, où il a obtenu le prix de la meilleure photographie.